# Statuenmenhir von Frescaty

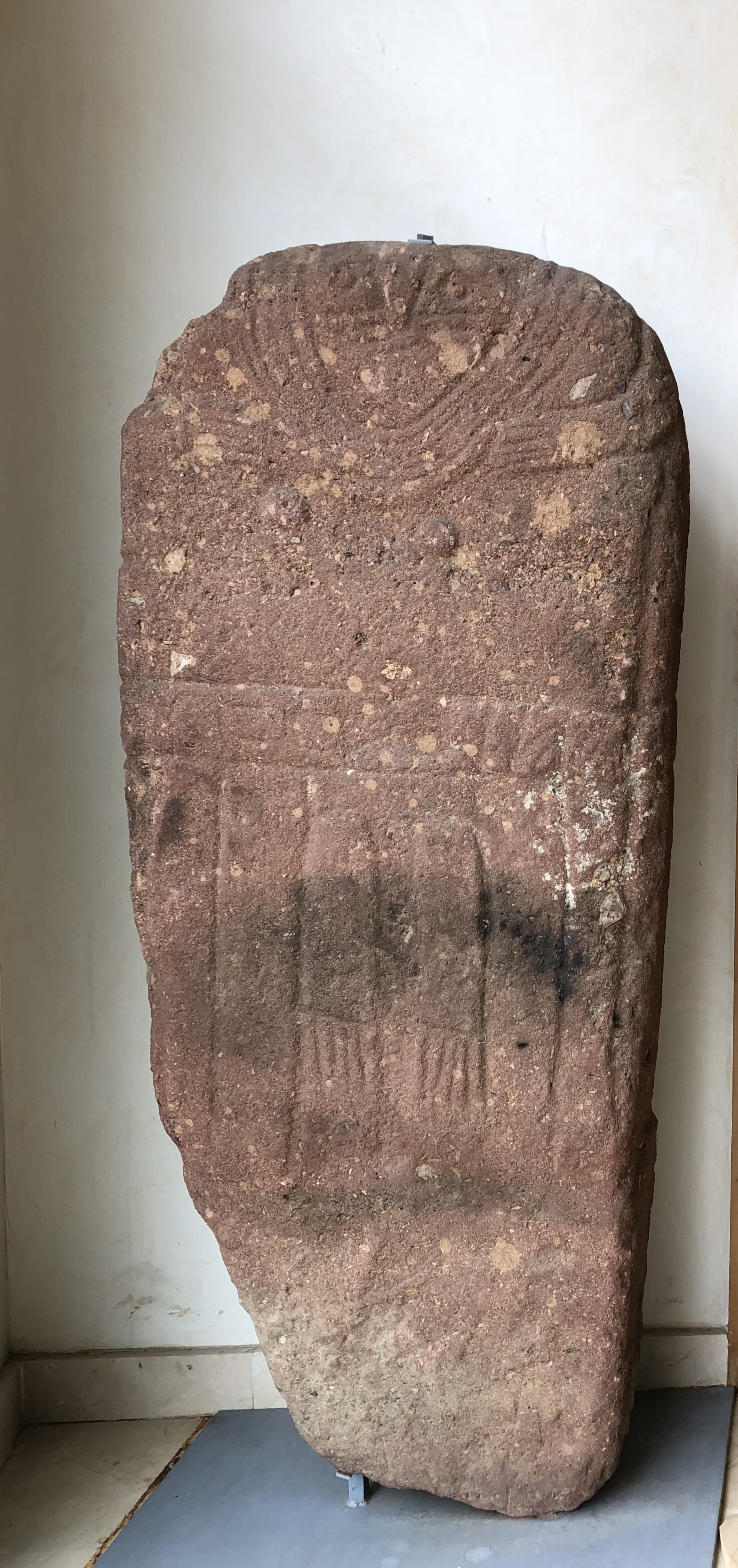
Statuenmenhir von Frescaty

Der Statuenmenhir von Frescaty in der Gemeinde Lacaune (auch Lacaune-les-Bains; okzitanisch La Cauna) im Département Tarn in Südfrankreich zeigt die klassischen Attribute der Statuenmenhire des Midi: Ein maskenhaftes Gesicht mit Tätowierungen oder Narben, eine mehrgliedrige Kette, nackte Brüste, die Hände über dem Mittelkörper, eine geschmückte Schärpe, einen fließenden Mantel im Rücken und einen Faltenrock. Er ist im Musée Saint-Raymond in Toulouse zu sehen.
In der Region Lacaune und in der angrenzenden Region Rouergue findet sich die größte Ansammlung derartiger Menhire in Europa. Sie können auf einem 40 Kilometer langen Rundweg erkundet werden. Der etwa zwei Kilometer östlich stehende (okzitanisch Peyro Lebado – dt. „aufgerichteter Stein“) Pierre Plantée von Lacaune ist mit etwa 3,50 Meter sichtbarer und 4,50 Meter absoluter Höhe der größte Statuenmenhir Europas.